# Al-Karkh Sport Club
El Al-Karkh Sport Club (en árabe: الكرخ) es un club de fútbol de Irak, de la ciudad de Bagdad. Fue fundado en 1963 y juega en la Liga Premier de Irak. 

## Historia
El equipo fue fundado en 1963 con el nombre de Al Rasheed, para ser el equipo del distrito de Karkh, en Bagdad. En la década de los años 80s el equipo logró varios títulos: tres Ligas, dos Copas de Irak y tres Ligas de Campeones Árabe. Además en 1989 llegó a la final de la Copa de Clubes de Asia, título que fue a parar al Al-Sadd SC de Catar.
En 1991 el club se cambió el nombre por el de Al-Karkh Sport Club, su nombre actual.
En 2006 el equipo descendió a la Segunda división de Irak, retornando para la temporada 2013/14. 

### Al-Karkh en competiciones internacionales
- Copa de Clubes de Asia

1986: Ronda de clasificación
1987: Fase de grupos
1988-89: 2º
1989-90: Fase de grupos

## Uniforme
- Uniforme titular: Camiseta amarilla con rayas negras a los lados, pantalón negro y medias amarillas.
- Uniforme alternativo: Camiseta blanca con rayas amarillas a los lados y negras en las mangas, pantalón blanco y medias blancas.

## Estadio
El Al-Karkh juega en el Estadio Al Karkh. Tiene capacidad para 6000 personas.

## Palmarés

### Torneos nacionales
- Super Liga de Irak (3): 1987, 1988 y 1989
- Copa de Irak (2): 1987, 1988
- Segunda División de Irak (1): 2012/13

### Torneos internacionalesUnión de Asociaciones de fútbol árabes(UAFA)
- Liga de Campeones Árabe (3): 1985, 1986, 1987.